# Bergsturz Fidaz
Der Bergsturz von Fidaz ereignete sich am Ostermontag, dem 10. April 1939, östlich des Dorfes Fidaz in der Gemeinde Flims im schweizerischen Kanton Graubünden. 18 Menschen fanden den Tod.

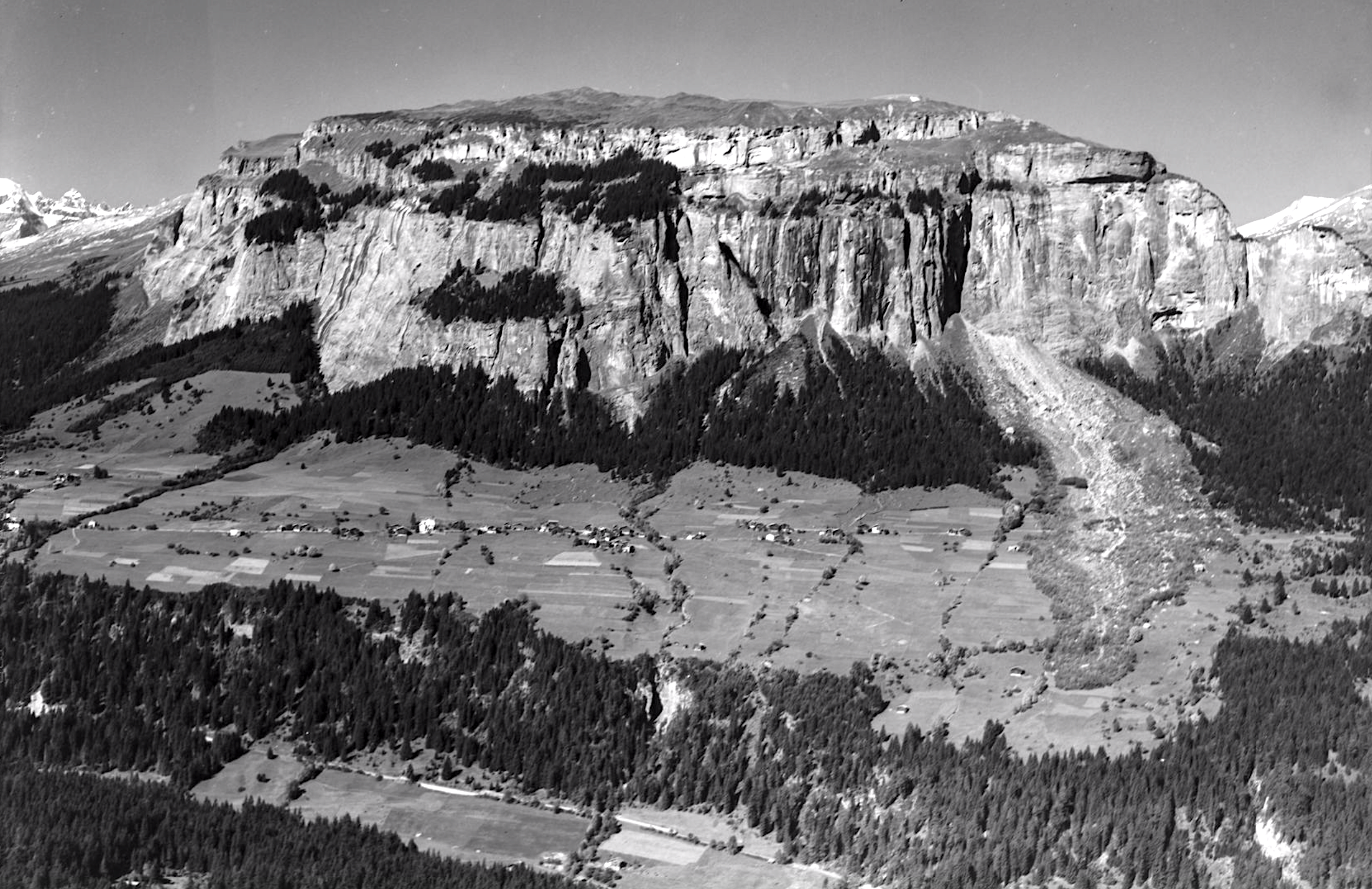
Der Flimserstein 1954, rechts der Bergsturz

## Verlauf
Gegen 11:40 Uhr brachen aus der 400 Meter hohen senkrechten Felswand an der Südwand des Flimsersteins kleinere Felspartien los. Kurz danach, ca. um 11:45 Uhr, stürzten 100'000 Kubikmeter Fels zu Tal.
Die Felsmassen fielen zuerst in südöstlicher Richtung, wurden durch zwei riesige Gesteinsblöcke abgelenkt und wandten sich nach Süden, wo sie das Kinderheim «Sunnehüsli» unter sich begruben. Anschliessend verschütteten sie die Strasse nach Bargis und kamen rund 500 Meter später als geschlossener Strom zum Stehen. Der ganze Absturz verlief innerhalb eines Zeitraums von 60 bis 70 Sekunden. Am östlichen Rand prägen mächtige scharfkantige Steinblöcke mit bis zu 700 Kubikmeter Grösse das Bild, auf der Westseite liegen mehr aufgeworfene Erdmassen.
Zerstört wurden neben dem Kinderheim 10 Hektaren Wald, ein Stall mit vier Tieren sowie eine Maiensässhütte. 17 Hektar Wiesland wurden mit Schutt überdeckt. Auch wenn der Schuttstrom dank sofortiger Wiederaufforstung zum Teil wieder überwachsen ist, kann man ihn im Gelände immer noch deutlich erkennen.

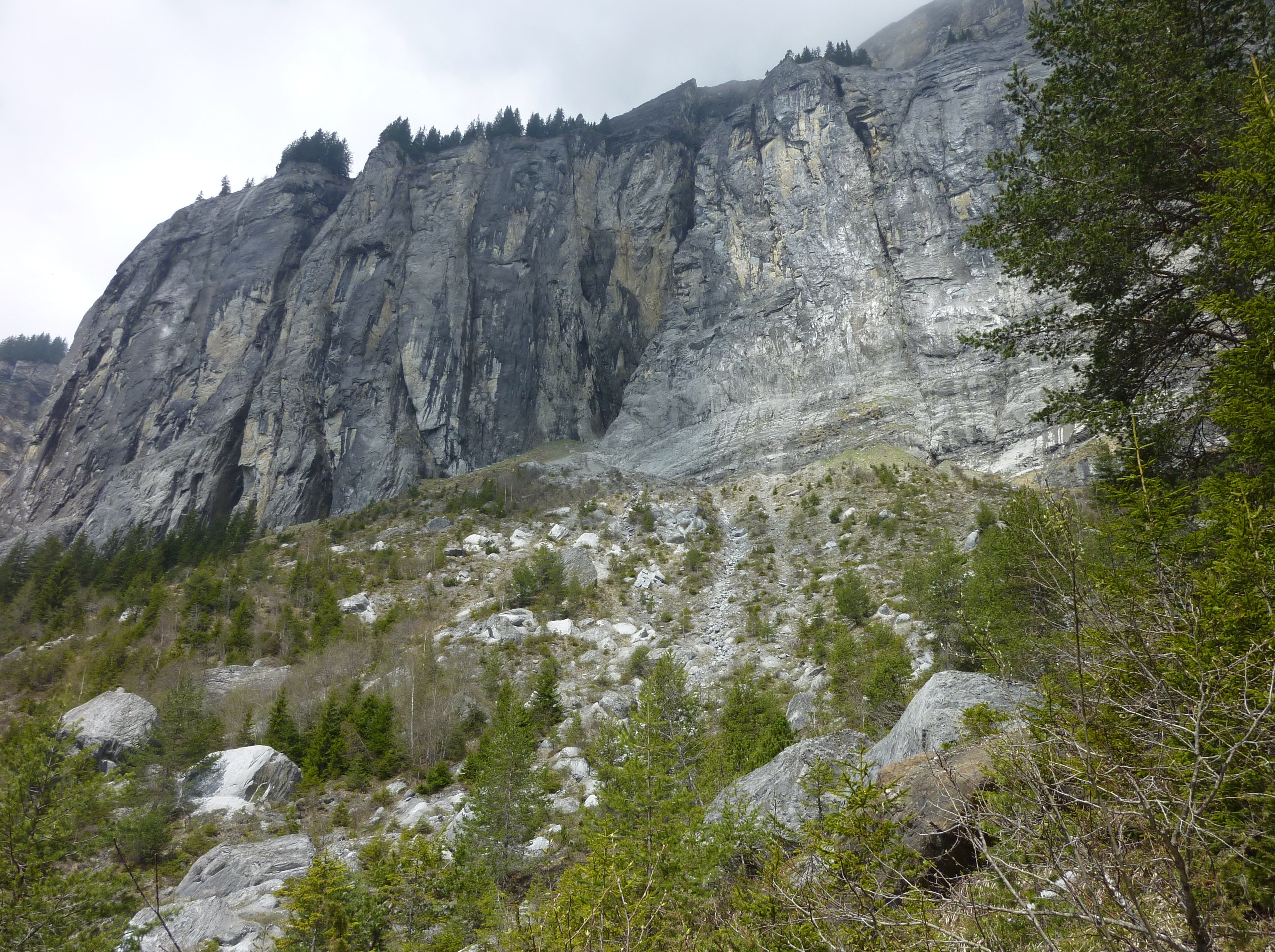
2010, rechts die hellere Abbruchstelle
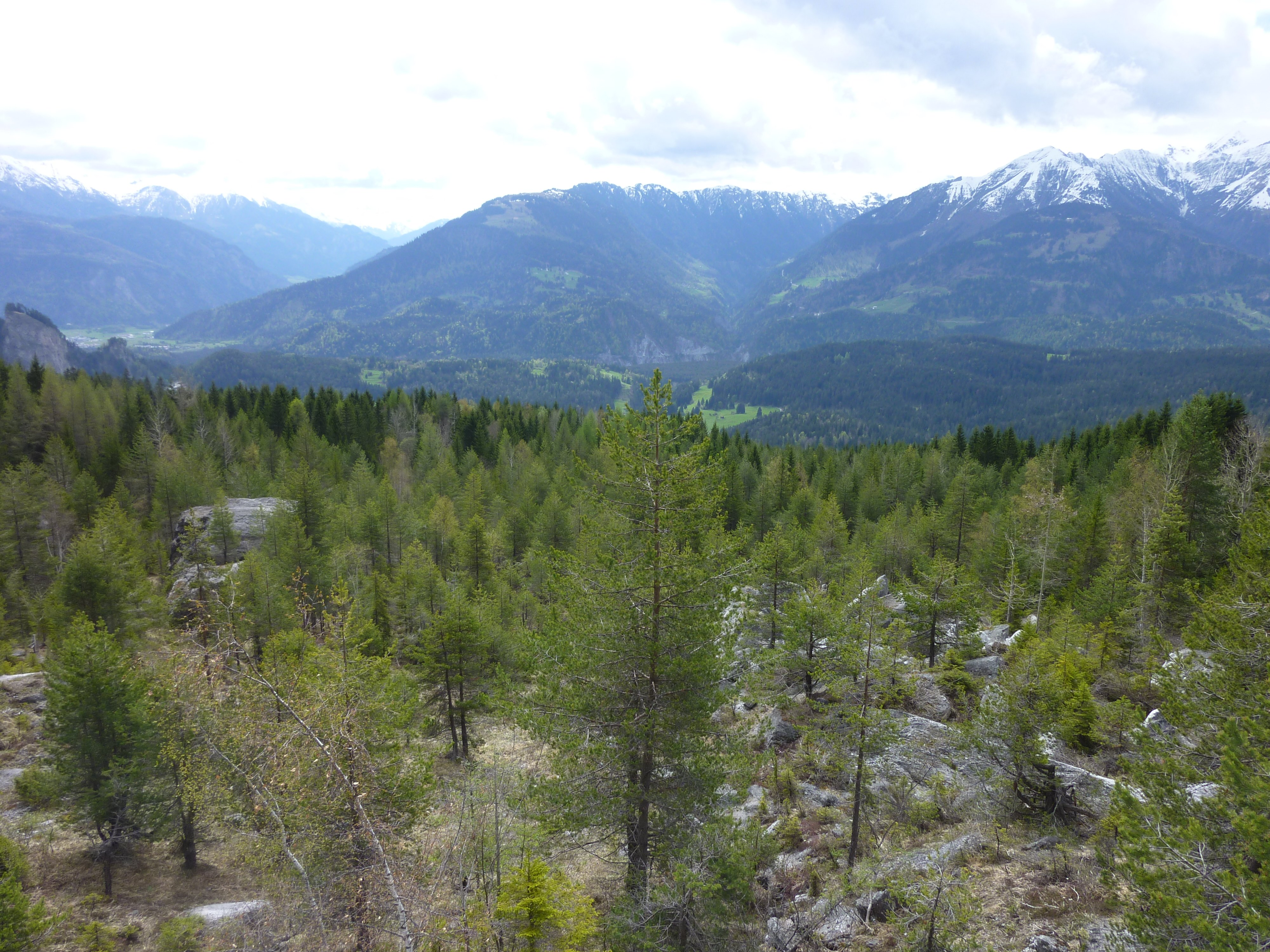
Bergsturzgebiet talwärts

## Zahlen

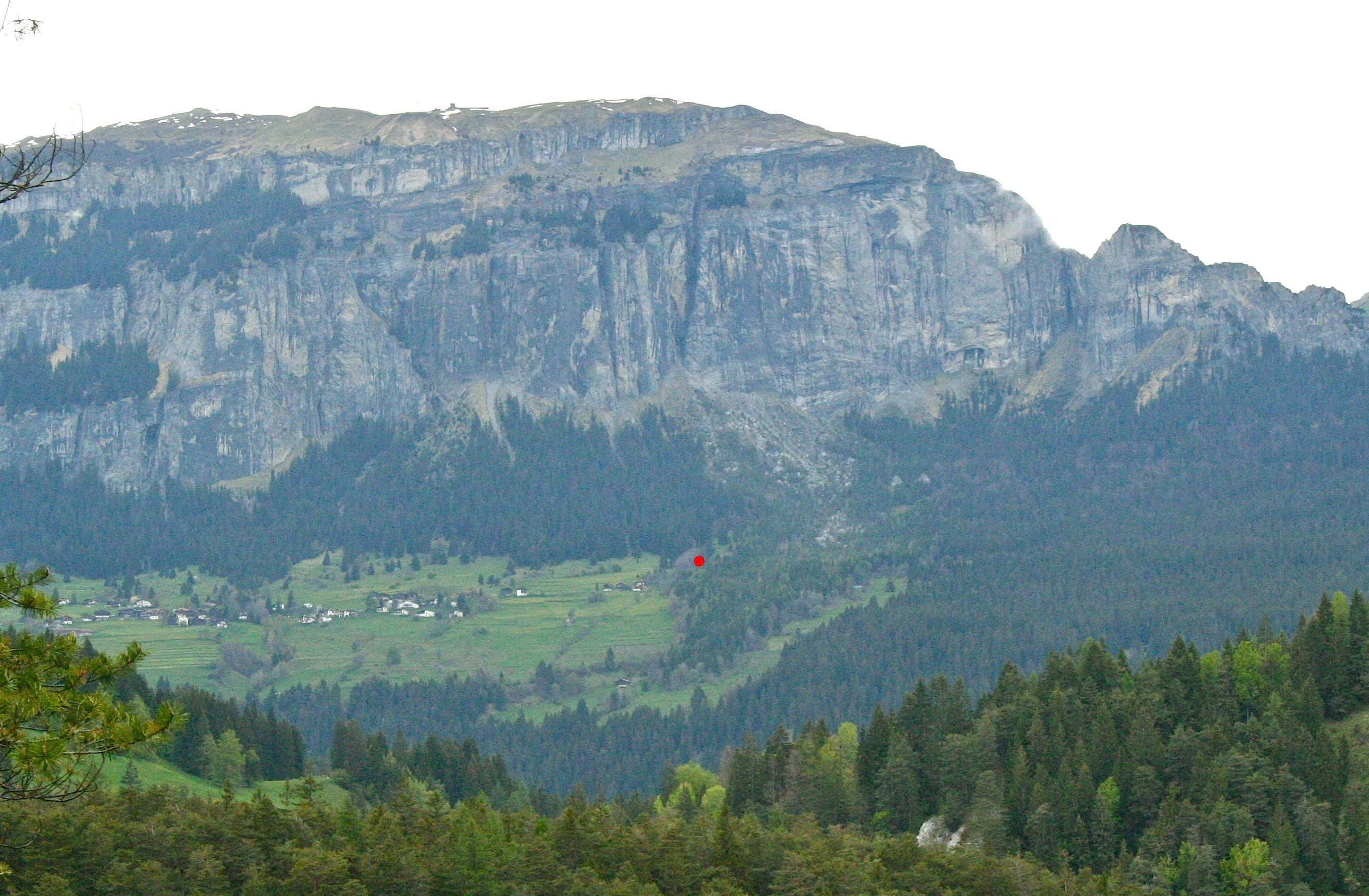
Standort des Kinderheims, rechts daneben das Bergsturzgebiet

Die Abbruchstelle lag zwischen 1600 und 1800 Meter über Meereshöhe. Das Material löste sich auf einer durchschnittlichen Breite von 75 Metern, was eine Abrissfläche von 15'000 Quadratmetern ergibt. Die Felsmassen rissen bei ihrem Aufprall am Fuss der senkrechten Felswand weitere 300'000 Kubikmeter mit sich, so dass das ganze Ablagerungsgebiet mindestens 400'000 Kubikmeter beträgt. Ein anderes Berechnungsmodell ergab eine Ablagerungsmasse von 723'000 Kubikmeter.
Die maximale Breite der Sturzbahn betrug rund 320 Meter; die maximale Fliesshöhe wurde mit 14 Metern an jener Stelle erreicht. Das Gesteinsmaterial besteht aus Malmkalk (Quintnerkalk und Riffkalk).
Dem zufällig auf dem Pinut anwesenden Flimser Hotelierssohn Roman Bezzola (späterer Direktor der Park Hotels Waldhaus) gelang es, innerhalb von rund fünf Sekunden zwei Aufnahmen von den sich unter der Steilwand zu Tal wälzenden Massen zu fotografieren. Aufgrund eines in beiden Aufnahmen gut erkennbaren Felsblocks wurde dessen mittlere Geschwindigkeit auf circa 25 Meter pro Sekunde berechnet, was einer Stundengeschwindigkeit von 125 km/h entspricht. Modellrechnungen ergaben eine maximale Geschwindigkeit von 200 km/h.

## Ursache
Die Ursache für den Felssturz liegt in der starken Zerklüftung des Flimsersteins; der Absturz erfolgte längs einer senkrecht verlaufenden Kluft. Nach dem Sturz waren im Fels deutliche Farbunterschiede zu erkennen: das untere Drittel der Abbruchfläche war bläulich-weiss, die oberen zwei Drittel waren dunkel gelblich gefärbt. Das zeigt, dass dort parallel zur Wand Wasser und Luft tief ins Innere vorgedrungen sein mussten, was mechanische und chemische Verwitterungsprozesse förderte. Schliesslich hielt der untere Teil dem zunehmenden Druck des oberen Teils nicht mehr stand und brach weg. Eingeflossenes Sickerwasser dürfte hingegen keine Rolle gespielt haben; die trockenen Felstrümmer und die grosse Staubentwicklung sprechen dagegen.

## Kinderheim
Am östlichen Ende von Fidaz, oberhalb der Strasse nach Bargis, stand am Waldrand das Kinderheim «Sunnehüsli» («Sonnenhäuschen»). Eigentümer und Betreiber war Walter Gessler-Brandenberger.
Beim Bergsturz kamen 18 der 29 Bewohner, 5 Erwachsene und 13 Kinder, ums Leben. Eine Erwachsene und 4 Kinder bleiben bis heute unter den Trümmern begraben. Ihnen gilt der Friedhof am ungefähren Standort des Heims am westlichen Rand des Trümmerfeldes. Für einzelne Opfer liessen Angehörige zusätzlich einen Gedenkstein errichten. Die Namen aller Opfer – auffallend ist ihre internationale Herkunft – sind auf einer Tafel eingraviert.

## Galerie

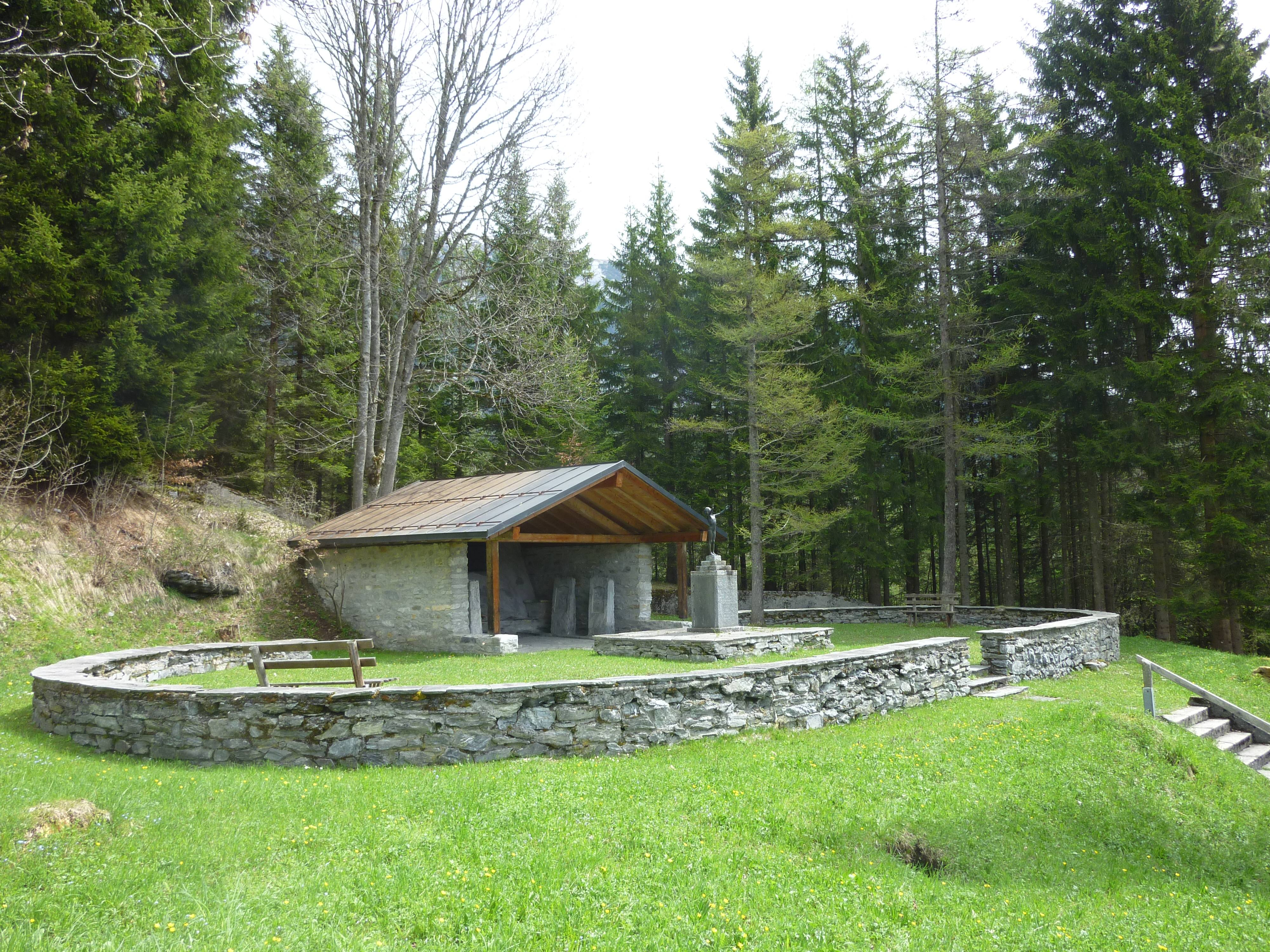
Bergfriedhof Fidaz mit der Gedenkstele, gestiftet vom Direktor der türkischen Zuckerindustrie, dessen Sohn unter den Opfern war.
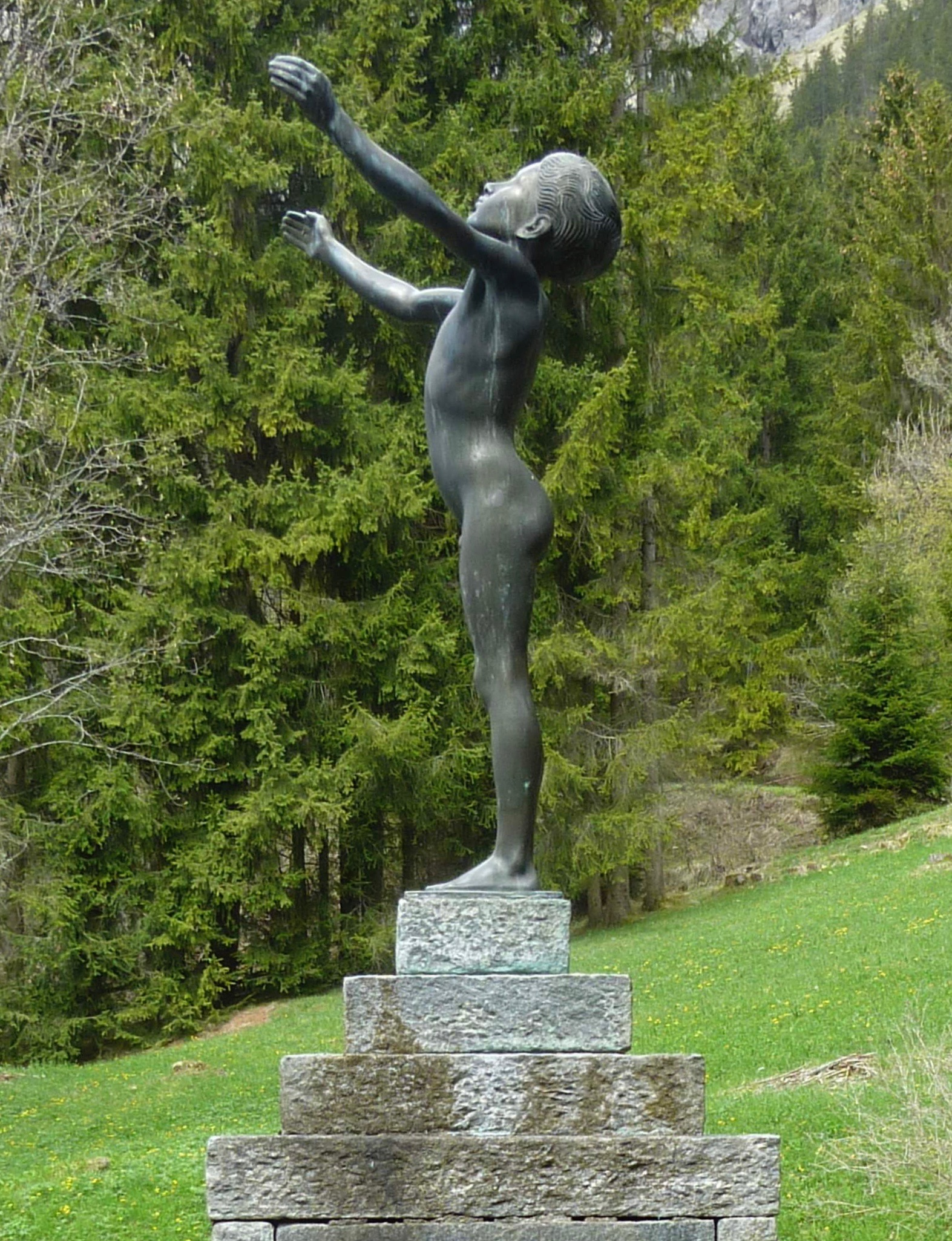
Bronzefigur des Zuger Bildhauers Wilhelm Schwerzmann, datiert 1925
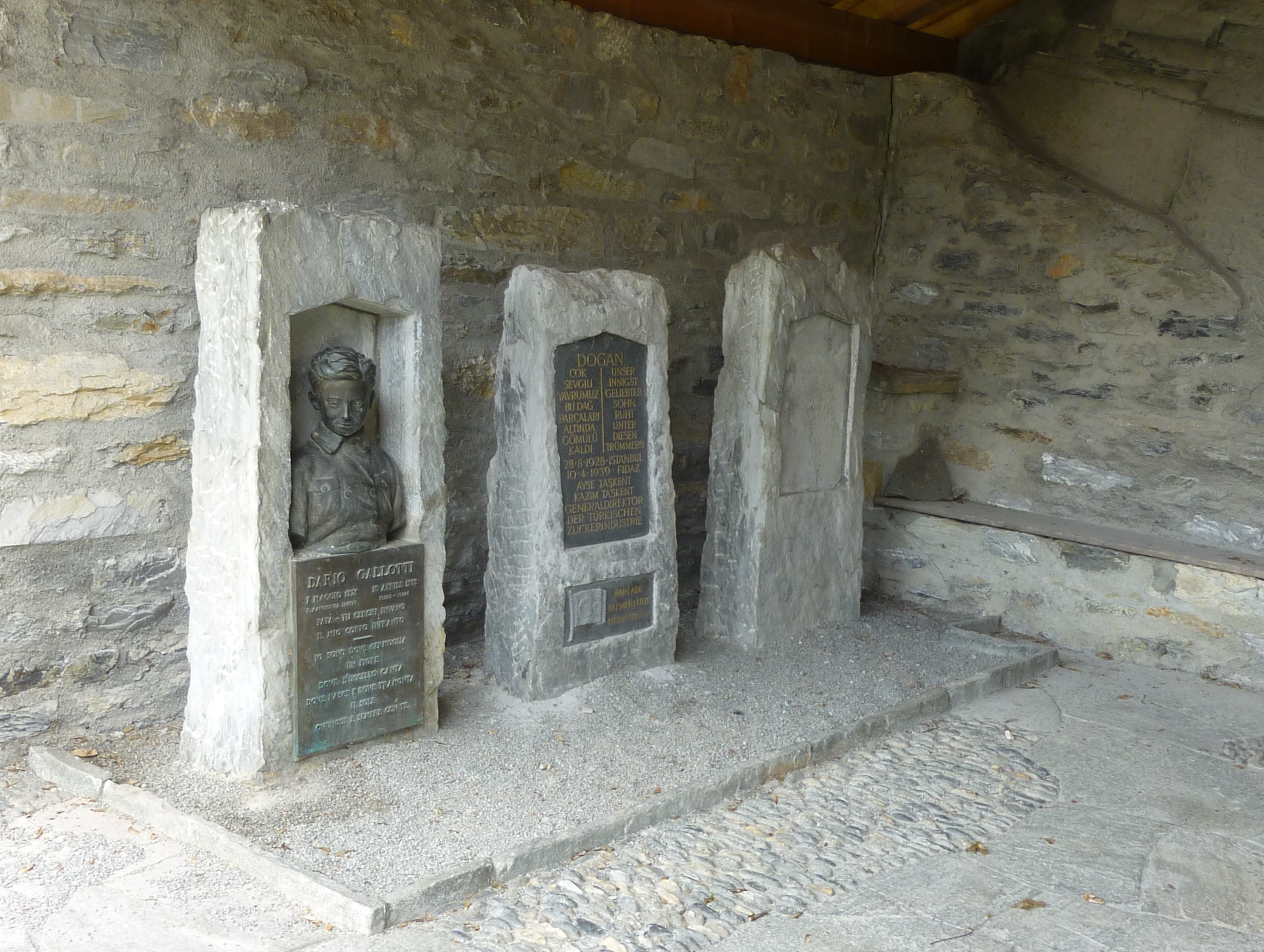
Gedenksteine für nicht gefundene Opfer
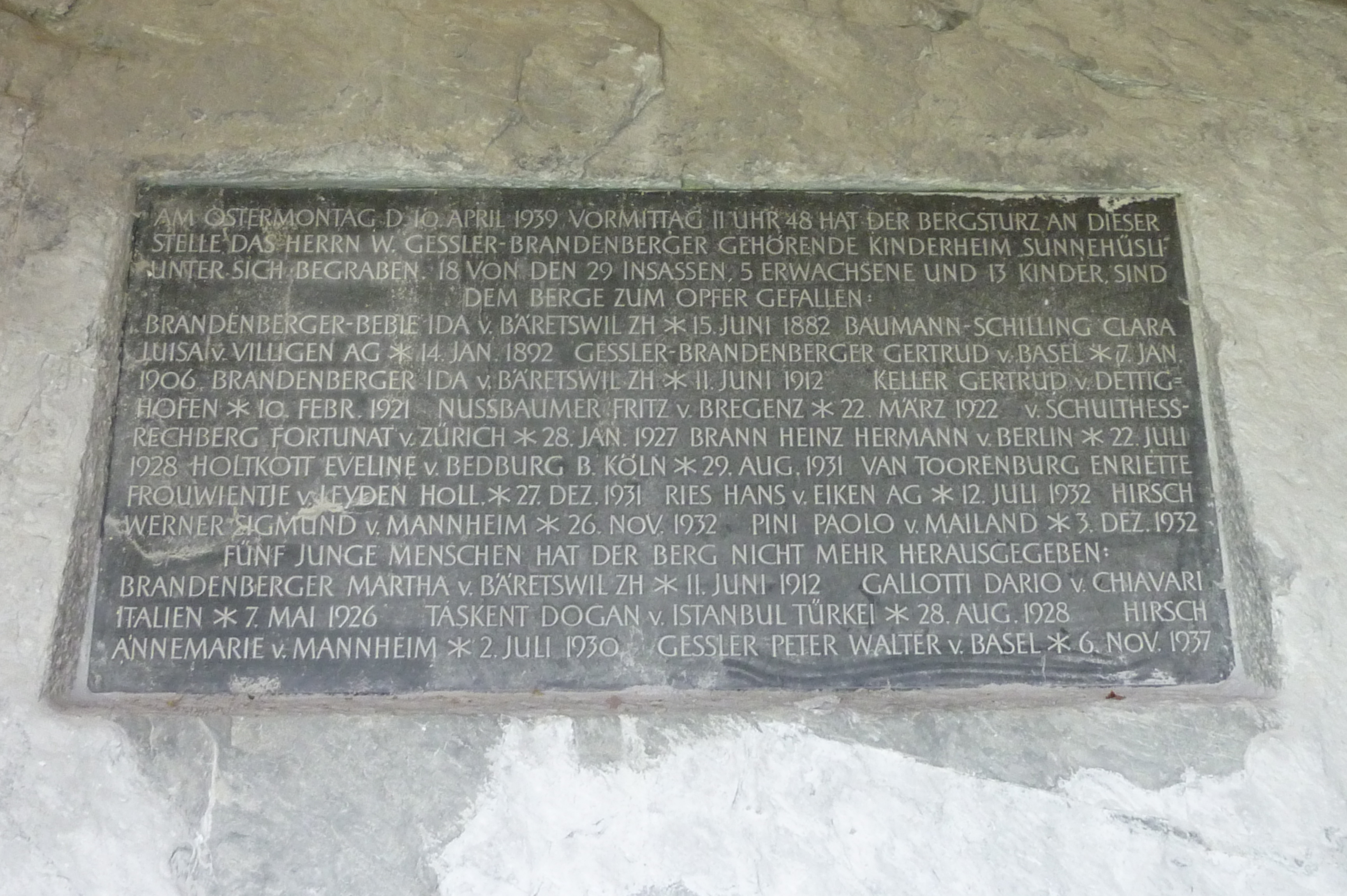
Erinnerungstafel an alle Opfer
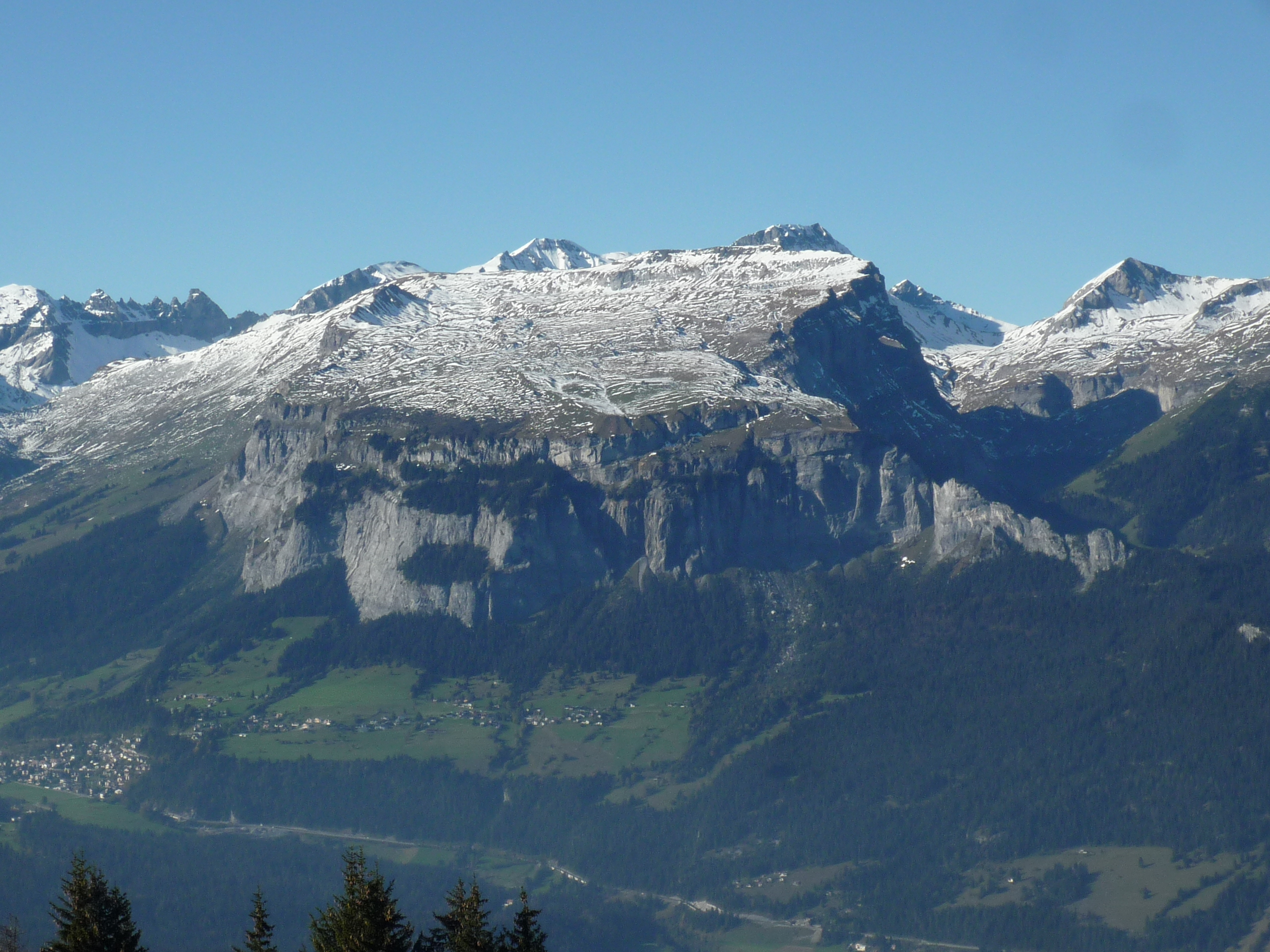
Das Bergsturzgebiet gesehen von Il Bot.